# São Pirão
São Pirão (em inglês:  Piran; em córnico:  Peran; em latim: Piranus) foi um monge irlandês. Principal responsável pela cristianização da Cornualha, é considerado padroeiro desta região, sendo lá celebrado com grandes festas em 5 de março, data alusiva à sua morte. 